# Srettha Thavisin
Srettha Thavisin (thaï : เศรษฐา ทวีสิน ; RTGS : Sensatha Thawisin ou Settha Thawisin, /sèːt.tʰǎː tʰā.wīː.sǐn/), né le 15 février 1963 à Bangkok, est un homme d'affaires et homme d'État thaïlandais. Élu le 22 août 2023 par l'Assemblée nationale, il est investi Premier ministre le lendemain, succédant ainsi à Prayut Chan-o-cha.
Ancien directeur général et président du promoteur immobilier thaïlandais Sansiri, il se tourne vers la politique lorsqu'il devient membre du Pheu Thai dès 2022. Il est ensuite nommé par le parti, pour les élections législatives de 2023, comme candidat au poste de Premier ministre, aux côtés de Paethongtarn Shinawatra et de Chaikaserm Nitisiri. À la suite de l'échec de la nomination de Pita Limjaroenrat, chef du parti Aller de l'avant, comme Premier ministre le 13 juillet 2023, le Pheu Thai le propose comme candidat et obtient son élection le 22 août. Il est officiellement nommé par décret royal le 23 août 2023,.
Lors de sa formation de son gouvernement, le premier du Pheu Thai depuis celui de Yingluck Shinawatra, il assure également les fonctions de ministre des Finances pour mener à bien le projet d'une promesse de campagne du parti, celui du portefeuille numérique de 10 000 bahts (environ 250 euros). Il devient le président du comité politique de ce projet.
Le 14 août 2024, en raison d'une violation des règles d'éthique régies par la Constitution, en nommant notamment un ministre condamné en 2008 à une peine d'emprisonnement, il est démis de ses fonctions par la Cour constitutionnelle.

## Carrière politique

### Premier ministre

#### Fonctions
En fonction, Srettha Thavisin lutte en faveur du mariage homosexuel, qui finit légalisé en juin 2024.
Son gouvernement accorde, comme promis dans sa campagne politique, à plus de 40 millions de Thaïlandais 10 000 bahts (environ 250 euros).
Avant d'être démis de ses fonctions, le Premier ministre avait également pour projet de légaliser le cannabis.

#### Destitution
Le 14 août 2024, en raison d'une violation des règles d'éthique régies par la Constitution, en nommant notamment ministre auprès de son Cabinet Pichit Chuenban qui avait été condamné en 2008 à une peine d'emprisonnement, il est démis de ses fonctions par la Cour constitutionnelle,,. Son premier vice-Premier ministre, Phumtham Wechayachai, assure l'intérim jusqu'à l'élection de Paethongtarn Shinawatra deux jours plus tard par l'Assemblée nationale.

### Réactions
Le bilan du mandat politique de Srettha Thavisin est négativement perçu par les Thaïlandais, en particulier sur la question des revenus de transfert et sur la légalisation du cannabis.